# Benavides (Texas)
Benavides è un centro abitato degli Stati Uniti d'America, situato nella contea di Duval dello Stato del Texas.
La popolazione era di 1.686 persone al censimento del 2000.
La città prende il nome da Plácido Benavides (1837-1919), omonimo nipote di Plácido Benavides (1810-1837), alcalde di Victoria, che servì sotto Stephen F. Austin con Juan Seguin, nell'assedio di Bexar.

## Geografia fisica
Benavides è situata a 27°35′48″N 98°24′43″W (27.596677, -98.411884).
Secondo lo United States Census Bureau, ha un'area totale di 1,8 miglia quadrate (4,7 km²).

## Società

### Evoluzione demografica
Secondo il censimento del 2000, c'erano 1.686 persone, 625 nuclei familiari e 444 famiglie residenti nella città. La densità di popolazione era di 934,0 persone per miglio quadrato (359,7/km²). C'erano 776 unità abitative a una densità media di 429,9 per miglio quadrato (165,5/km²). La composizione etnica della città era formata dall'83,57% di bianchi, lo 0,06% di afroamericani, lo 0,30% di nativi americani, lo 0,06% di asiatici, il 13,82% di altre razze, e il 2,19% di due o più etnie. Ispanici o latinos di qualunque razza erano il 95,55% della popolazione.
C'erano 625 nuclei familiari di cui il 30,7% aveva figli di età inferiore ai 18 anni, il 50,2% erano coppie sposate conviventi, il 16,8% aveva un capofamiglia femmina senza marito, e il 28,8% erano non-famiglie. Il 26,7% di tutti i nuclei familiari erano individuali e il 15,8% aveva componenti con un'età di 65 anni o più che vivevano da soli. Il numero di componenti medio di un nucleo familiare era di 2,70 e quello di una famiglia era di 3,28.
La popolazione era composta dal 26,1% di persone sotto i 18 anni, l'8,7% di persone dai 18 ai 24 anni, il 26,0% di persone dai 25 ai 44 anni, il 20,5% di persone dai 45 ai 64 anni, e il 18,7% di persone di 65 anni o più. L'età media era di 38 anni. Per ogni 100 femmine c'erano 92,7 maschi. Per ogni 100 femmine dai 18 anni in giù, c'erano 88,8 maschi.
Il reddito medio di un nucleo familiare era di 21.513 dollari, e quello di una famiglia era di 27.059 dollari. I maschi avevano un reddito medio di 26.250 dollari contro i 15.481 dollari delle femmine. Il reddito pro capite era di 11.332 dollari. Circa il 25,1% delle famiglie e il 28,7% della popolazione erano sotto la soglia di povertà, incluso il 31,2% di persone sotto i 18 anni e il 32,5% di persone di 65 anni o più.